# يوهان جورج كول
يوهان جورج كول (و. 1808 – 1878 م) هو جغرافي، وأمين مكتبة، وكاتب، ومؤرخ رسم الخرائط، وكاتب رحلات، وlaw librarian ‏ من اتحاد الراين، والاتحاد الألماني، ولد في بريمن، توفي في بريمن، عن عمر يناهز 70 عاماً.

## التعليم
تعلم في جامعة غوتينغن، وتعلم في جامعة هايدلبرغ
.